# B of the Bang
B of the Bang byla socha Thomase Heatherwicka vedle stadionu Etihad Stadium v Manchesteru. Byla pověřena u příležitosti Her Commonwealthu v roce 2002. A veřejnosti odhalena v roce 2005. Byla to jedna z největších staveb v Manchesteru, do roku 2008 nejvyšší stavba ve Velké Británii. Socha dostala svůj název podle citátu britského sprintera Linforda Christieho. V roce 2009 byla kvůli strukturálním problémům rozebrána.
V únoru 2009 městská rada oznámila, že socha bude rozebrána a uložena. Socha stála 2 miliony liber.